# Euprosopia kurandae
Euprosopia kurandae är en tvåvingeart som beskrevs av Mcalpine 1973. Euprosopia kurandae ingår i släktet Euprosopia och familjen bredmunsflugor. Inga underarter finns listade i Catalogue of Life.